# Mansur bin Mut'ib Al Sa'ud
Manṣūr bin Mutʿib Āl Saʿūd (in arabo منصور بن متعب بن عبد العزيز آل سعود‎?; 1952) è un principe e politico saudita, membro della famiglia reale Āl Saʿūd.

## Primi anni di vita e formazione
Il principe Mansur è nato nel 1952. Suo padre, il principe Mut'ib, è figlio di re Abd al-Aziz. Sua madre, Noura bint Mohammed bin Abdullah bin Abdul Latif Al Sheikh, appartiene alla potente famiglia religiosa degli Al Sheik.
Mansur ha ricevuto tutti i suoi gradi di istruzione superiore alla George Washington University: prima un Bachelor of Arts in economia aziendale nel 1976, poi un Master of Arts nel 1979 e infine un dottorato in pubblica amministrazione nel 1986. La sua tesi portava il titolo di "Miglioramento della produttività del settore pubblico nel Regno".

## Carriera
Mansur bin Mut'ib è entrato all'Università Re Sa'ud nel 1987 come assistente professore. Poi, dal 1987 al 1988, è stato direttore del centro di ricerca presso la Facoltà di scienze amministrative. Nel 1995 è diventato professore associato presso il Dipartimento della Funzione Pubblica. Egli fa ancora parte del consiglio consultivo del College di amministrazione aziendale dell'ateneo.
Il principe Mansur è stato nominato presidente della Commissione generale per le elezioni comunali alla fine del 2004. Tuttavia, anche se era lui il responsabile delle consultazioni, l'allora ministro dell'interno Nayef ha dichiarato che le donne non potevano votare e candidarsi alle elezioni.
Dal 2006 al 2009 ha servito come vice ministro delle municipalità e degli affari rurali. Il 2 novembre 2009 è stato nominato ministro dello stesso dicastero in sostituzione del padre. Il suo mandato si è concluso il 29 gennaio 2015. Da quel giorno è ministro di Stato e consigliere di re Salman.

## Opinioni
Dopo la progettazione delle elezioni dei consigli comunali, che si sarebbero dovute tenere nel 2009 ma che erano state rinviate, il principe, allora vice ministro, ha indicato alcune raccomandazioni per migliorare il sistema dei consigli comunali in una conferenza tenutasi a Ras Tanura, includendo anche la concessione del diritto di voto alle donne.

## Vita personale
Il principe Mansur è sposato con Ibtisam bint Yazid bin Abd Allah Al Abdul Rahman. Ha cinque figli: Nura, Mohammed, Saud, Sara e Faysal.